# Conflicto pemón
El conflicto pemón es un conflicto en curso parte de la más amplia crisis en Venezuela. Consiste en disputas de minería entre el gobierno de Nicolás Maduro, la nación pemón y grupos armados irregulares. La nación pemón está dividida artificialmente por la frontera entre Venezuela y Brasil, lo que ha causado que refugiados pemones crucen la frontera a Brasil regularmente por seguridad y atención médica. La mayoría del territorio indígena se encuentra dentro del Arco Minero del Orinoco, un área de 112 000 kilómetros cuadrados en el Amazonas rica en oro, diamantes, coltán, y uranio.
El 24 de febrero de 2016 se creó oficialmente la "Zona Nacional de Desarrollo Estratégico Arco Minero del Orinoco", un proyecto minero patrocinado por el gobierno.  Académicos venezolanos, la Asamblea Nacional de 2015 y la ONG PROVEA han expresado públicamente su preocupación por la violación de los derechos de las comunidades indígenas y su impacto ambiental.  En 2020, la Alta Comisionada de las Naciones Unidas para los Derechos Humanos , Michelle Bachelet , denunció que los trabajadores del Arco Minero del Orinoco habían sido objeto de graves abusos y violencia que habían causado en menos 149 muertes desde 2016. En marzo de 2016, 28 mineros fueron asesinados y secuestrados en la localidad de Tumeremo , estado Bolívar,  y entre el 14 y el 16 de octubre de 2018, 16 mineros en la mina Los Candados fueron asesinados y 6 heridos en al menos la tercera masacre de civiles en Tumeremo desde 2016.
Durante el envío de ayuda humanitaria a Venezuela en 2019 y después de que se acumularan suministros en la frontera con Brasil, los vehículos blindados de combate venezolanos del Escuadrón de Caballería Blindada ingresaron a la región de La Gran Sabana.  Los indígenas pemón bloquearon la entrada de los vehículos militares a la región y se produjeron enfrentamientos entre ambos grupos.  El 22 de febrero, el día anterior a la fijación de la entrega, soldados leales a Maduro les dispararon, matando a 2 e hiriendo a 15,  y los pemones respondieron capturando soldados e incendiando un puesto militar del Aeropuerto de Santa Elena de Uairén.  Al día siguiente más de 2.000 indígenas de la región se concentraron en la frontera para ayudar con el ingreso de la ayuda.  La Guardia Nacional venezolana reprimió manifestaciones cerca de Brasil,  dejando al menos cuatro muertos y unos 20 heridos.  Hacia el final del conflicto, el diputado Romel Guzamana, cacique de la comunidad pemón en la Gran Sabana, afirmó que al menos 25 pemones fueron asesinados.  La Asamblea Nacional declaró que 80 pemones habían desaparecido desde la masacre, además de la cifra de muertos reclamada por Guzamana.
La vasta riqueza localizada en el Arco Minero ha convertido las tierras indígenas en una atractiva área de operaciones mineras tanto estatales como ilegales al costo de un extenso daño ecológico y la migración forzada de indígenas que viven en zonas de conflicto. Una serie de enfrentamientos en la Gran Sabana entre las Fuerzas Armadas de Venezuela, guerrillas, y grupos de crimen organizado, junto con la lucha de poder entre Nicolás Maduro y Juan Guaidó, ha originado el conflicto actual.

## Trasfondo

### Pueblo pemón
Los Pemón fueron encontrados por primera vez por los occidentales en el siglo XVIII y convertidos por los misioneros al cristianismo. Su sociedad se basa en el comercio y se considera igualitaria y descentralizada, y en Venezuela, la financiación de los petrodólares ha ayudado a financiar proyectos comunitarios y también se están desarrollando oportunidades de ecoturismo.  En Venezuela, los pemones viven en la meseta de pastizales de la Gran Sabana salpicada de montañas de mesa donde el Salto Ángel , la cascada más alta del mundo, se precipita desde Auyantepui en el parque nacional Canaima.  En Brasil, los Pemón viven entre otros pueblos indígenas cerca de las fronteras de Venezuela y Guyana en aldeas dentro de las Terras Indígenas São Marcos y Raposa Serra do Sol. Hay 792 pemón según una estimación de 2014.

### Arco Minero del Orinoco
El 24 de febrero de 2016 se creó oficialmente la “Zona Nacional de Desarrollo Estratégico Arco Minero Orinoco”, un área rica en recursos minerales que Venezuela opera desde 2017; Tiene 7.000 toneladas de reservas de oro, cobre, diamante, coltán, hierro, bauxita y otros minerales. El Arco Minero del Orinoco cubre una superficie de 111 843,70 km 2 , el 12,2 % del territorio venezolano y el doble de la Faja del Orinoco.
La Academia de Ciencias Físicas, Matemáticas y Naturales, la Sociedad Venezolana de Ecología, la Asociación de Arqueólogos y Arqueólogas de Venezuela (AAAV), la Asamblea Nacional de Venezuela y la ONG PROVEA han expresado públicamente su preocupación por el incumplimiento de las normas ambientales y estudios de impacto sociocultural, la vulneración de los derechos a la consulta previa con las comunidades indígenas, el patrimonio cultural y natural, y la soberanía nacional. En 2020, la Alta Comisionada de las Naciones Unidas para los Derechos Humanos, Michelle Bachelet, denunció que los trabajadores del Arco Minero del Orinoco han sido objeto de graves abusos y violencia que han causado al menos 149 muertes desde 2016.

## Masacres
En marzo de 2016, 28 mineros fueron asesinados y secuestrados en la localidad de Tumeremo, estado Bolívar. La noche del 4 de marzo de 2016 se encontraban en la mina Atenas, en el límite entre los municipios de Sifontes y Roscio , una zona pobre donde, como la mayor parte del sureste del país, la principal actividad económica es la minería.  Según testigos anónimos, la Banda del Topo llegó a la mina, supuestamente con la ayuda y complicidad de fuerzas de seguridad no identificadas, y pudo haber dispersado a cientos de mineros con una emboscada, con docenas cayendo y muriendo. en la estampida. Los cuerpos presuntamente fueron subidos a un camión y trasladados por la Guayana Esequiba frontera. Algunos dijeron que partes de las víctimas fueron desmembradas para intimidar a los sobrevivientes.
La fiscal general, Luisa Ortega Díaz, dijo que los restos de al menos cuatro de los mineros desaparecidos fueron encontrados posteriormente en medio del país y parecían haber sido baleados, pero que no tenían identificación. Ortega Díaz informó a última hora de la noche del 14 de marzo de 2016 que las labores de búsqueda de los mineros desaparecidos habían concluido con el hallazgo de 17 cuerpos en total. Tarek William Saab, el Defensor del Pueblo, anunció posteriormente el 15 de marzo de 2016 que los restos de 17 mineros encontrados en una fosa común en Tumeremo estaban heridos por armas de fuego. La Asamblea Nacional creó una Comisión Especial para investigar los hechos.
Entre el 14 y el 16 de octubre de 2018, 16 mineros de la mina Los Candados fueron asesinados y 6 heridos en al menos la tercera masacre de civiles en Tumeremo desde 2016. Un diputado opositor por el estado, Américo de Grazia, confirmó que los cuerpos recuperados eran de cuatro hombres y tres mujeres. También publicó un hilo de tuits que mostraban varios cuerpos, incluidos aquellos con heridas de bala que mostraban cómo habían sido asesinados y abandonados.  Hasta dieciocho personas fueron asesinadas,  y seis personas resultaron heridas.  Cinco sobrevivientes del ataque regresaron a su aldea para denunciar los hechos. El Ejército de Liberación Nacional (ELN) era sospechoso de cometer la masacre. Poco después de los hechos, hacia finales de octubre, estalló la violencia armada en Tumeremo, que según de Grazia comenzó con la presencia de las fuerzas militares gubernamentales.

### Violencia y actividad minera
En su informe de 2018, el Observatorio Venezolano de Violencia (OVV) clasifica al estado Bolívar como el tercer estado con mayor tasa de homicidios, de 23 estados y después de Aragua y Miranda . Uno de los dos factores a los que el OVV atribuyó la tasa de homicidios fue a la actividad minera de los municipios que presentaron las tasas más altas del país: El Callao, Roscio y Sifontes. El OVV explica que en esta zona se concentran diferentes formas de violencia y delincuencia, incluyendo las zonas controladas por el crimen organizado y capos, la respuesta violenta de las fuerzas militares en la zona y la presencia reciente de diferentes grupos guerrilleros. Además de la actividad delictiva de los grupos armados irregulares, también existe la actividad de fuerzas de seguridad como las Fuerzas de Acciones Especiales (FAES), con acciones y operaciones violatorias de los derechos humanos, demostradas por la falta de un estado de derecho en el territorio. Por último, la "privatización de la violencia", ya que las funciones del Estado están "siendo asumidas de manera arbitraria y privada por cualquiera de los grupos armados que operan en la zona". Según Monitor de Víctimas, al 2018, 107 fueron asesinados en 12 masacres en Bolívar desde el 2016. La Comisión de Derechos Humanos y Ciudadanía (Codehciu), una ONG ubicada en el sur del país, documentó que al menos 26 personas fueron reportadas como desaparecidas en zonas mineras de Bolívar.

## Cronología del conflicto

### 2018
Según la capitana de la comunidad indígena de San Antonio de Roscio, Ana Mercedes Figueroa, la tribu ha tenido que organizarse desde 2015 para resistir las amenazas de grupos mineros y "sindicatos" dirigidos por pranes (líderes de bandas) que no solo intentan controlar varias minas , sino también expulsarlos de su territorio, donde la explotación del oro hace más difícil la supervivencia de la tribu. Desde principios de 2018, la comunidad comenzó a protestar contra las duras condiciones de vida, el asesinato de líderes presuntamente cometido por el Ejército de Liberación Nacional de Colombia y el hostigamiento permanente por parte de grupos del crimen organizado que buscan controlar grandes territorios donde existe minería ilegal y tienen relaciones directas. con funcionarios del estado.
El 8 de octubre de 2018, miembros de la comunidad indígena pemón bloquearon, en el kilómetro 67, el acceso a la vía a Santa Elena de Uairén y a Brasil , la única vía que conecta a Puerto Ordaz con la frontera entre Venezuela y Brasil, para protestar contra las altas los costos de los alimentos, la falta de medicamentos para hacer frente a enfermedades como la malaria y el acoso de las pandillas locales, así como los altos precios del transporte, la falta de combustible y gas doméstico y la especulación con los precios de los insumos médicos. Luego de ocho días de protesta, Santa Elena de Uairén aún carecía de alimentos, combustible y gasolina que exigían los manifestantes que cerraron el acceso. El diputado opositor Américo de Gracia declaró que los indígenas fueron víctimas de la indiferencia de las autoridades.

Luego de que el presidente Nicolás Maduro asegurara en rueda de prensa el 12 de diciembre de 2018 que había grupos armados infiltrados en algunas comunidades indígenas de la zona limítrofe con Brasil, que la minería ilegal en el sur del país está en manos de "mafias ecocidas". , responsabilizando a la oposición política por la violencia en la zona, y denunciando que los "indígenas" que se les unen "destruyen su comunidad", respondió el pueblo pemón publicando un vídeo en las redes sociales:
El delito comenzó cuando no presentó su partida de nacimiento al postularse a la presidencia. El delito se cometió cuando se nombraron de manera irritante a los magistrados del Tribunal Supremo de Justicia. Cuando se convocó a una constituyente ilegal, irrita y fraudulenta, cuando se nombró al Fiscal General de la República ilegalmente.

—Ricardo Delgado, cacique pemón
Los pemones también declararon que el candidato Andrés Velásquez ganó las elecciones regionales de 2017 en el estado Bolívar, pero que el Ejecutivo impuso a su candidato Justo Noguera, lo que calificó como un delito. El vídeo concluía diciendo “vete Nicolás, que eres colombiano ”. El 8 de diciembre, funcionarios de la Dirección General de Contrainteligencia Militar (DGCIM) arribaron en horas de la mañana al sector Campo Carrao, en el parque nacional Canaima . Según los lugareños, su propósito era realizar un allanamiento, pero terminaron en las minas de la zona, algo frecuente también según los lugareños, donde hirieron a dos pemones de la comunidad Arekuna. Otra persona fue asesinada a tiros por funcionarios de la DGCIM, quienes en ese momento vestían de civil. Periodista Germán Presa denunció que los perpetradores se trasladaron en helicópteros utilizados por Corpoelec, la corporación eléctrica estatal. Como respuesta al ataque, la comunidad indígena detuvo, desarmó y golpeó a los dos perpetradores del allanamiento, al tiempo que cerró la pista cercana a la localidad.

### 2019
La ayuda humanitaria se almacenó en la frontera con Brasil, con la intención de llevarla a Venezuela. El 20 de febrero, los vehículos blindados de combate Dragoon 300 del Escuadrón de Caballería Blindada fueron vistos ingresando a la región de la Gran Sabana. Grupos de indígenas pemones bloquearon el ingreso de los vehículos militares a la región.
El 22 de febrero, miembros de las fuerzas armadas leales a Nicolás Maduro perpetraron la Masacre de Kumarakapay disparando contra los habitantes de Kumarakapay con munición real, matando a 2 e hiriendo a 15.  El diputado Américo de Grazia, denunció la falta de medicamentos y ambulancias para trasladar a los heridos. Los heridos fueron trasladados a Brasil debido a la escasez de insumos médicos en el hospital venezolano de Santa Elena de Uairén. Según ellos, 80 de sus vecinos tuvieron que huir a Brasil para escapar de la persecución, un 5% de habitantes en una población de 1 500. Tras la represión, los grupos indígenas capturaron a 36 soldados, los retuvieron en la selva e incendiaron un puesto militar del aeropuerto de Santa Elena de Uairén.
El 23 de febrero, cerca de la frontera entre Brasil y Venezuela, más de 2.000 indígenas de la Gran Sabana se reunieron para ayudar con la entrada de ayuda internacional. Las autoridades venezolanas emitieron una orden de captura del alcalde de la Gran Sabana y de los caciques pemones, acusándolos de rebelión. La Guardia Nacional venezolana reprimió manifestaciones cerca de Brasil, mientras colectivos atacaron a manifestantes en San Antonio del Táchira y Ureña, dejando al menos 4 muertos y unos 20 heridos.  Un puesto del ejército venezolano cerca de Santa Elena de Uairén fue atacado con cócteles molotov y piedras. Los camiones de ayuda destinados a viajar de Brasil a Venezuela no ingresaron a Venezuela y regresaron a sus puntos de partida.  El ejército brasileño informó que las autoridades venezolanas dispararon munición real contra quienes intentaban aceptar ayuda y que se lanzaron gases lacrimógenos desde Venezuela contra la ciudad fronteriza brasileña de Pacaraima.
El exgobernador Andrés Velásquez declaró que 14 personas fueron asesinadas y que muchas de ellas presentaban heridas de bala en la cabeza, lo que indica participación de francotiradores. Explicó además que "muchos han muerto por falta de atención porque el hospital de Santa Elena no tenía sangre, solución salina, reactivos ni oxígeno, ni quirófanos para intervenir a los pacientes", que las personas morían sangrando y el personal del hospital no podía hacer cualquier cosa para ayudarlos. 2 ambulancias que transportaban muertos y heridos cruzaron la frontera entre Brasil y Venezuela y los llevaron al Hospital General de Roraima, en Boa Vista , donde los registros médicos documentaron que todos tenían heridas de bala. Senador estadounidense Marco Rubio declaró que agentes cubanos dirigieron la represión en Ureña.

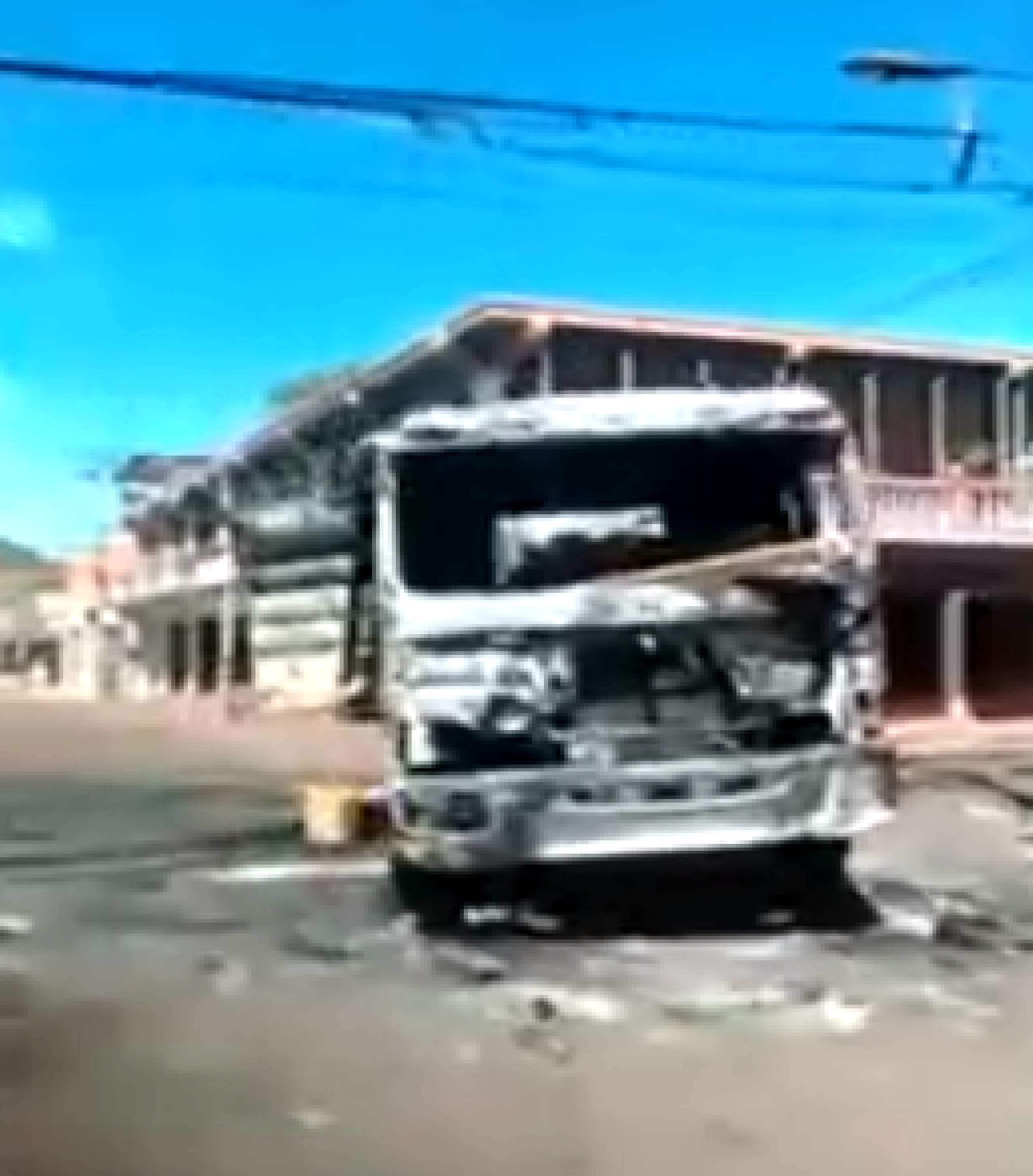
Destrucción en Santa Elena de Uairén tras enfrentamientos entre habitantes y fuerzas de seguridad el 23 de febrero de 2019

Al día siguiente, el 24 de febrero, colectivos llegaron al municipio Gran Sabana buscando arrestar al alcalde, quien había reconocido a Juan Guaidó como presidente interino. No lo encontraron, pero como único alcalde indígena en Venezuela, lo despojaron de su cargo, que fue asignado a alguien leal al régimen de Maduro. Luego, el 27 de febrero, la Guardia Nacional Bolivariana recuperó con éxito el aeropuerto y arrestó a cuatro líderes indígenas del levantamiento. Hacia el final del conflicto, el asambleísta nacional Romel Guzamana, un cacique de la comunidad pemón en la Gran Sabana, afirmó que al menos 25 pemones fueron asesinados en lo que ha sido descrito como una "masacre" por parte de las tropas venezolanas. La Asamblea Nacional agregó que 80 pemones habían desaparecido desde la masacre, además de la cifra de muertos reclamada por Guzamana.
El 22 de noviembre, al menos nueve personas fueron asesinadas en una mina en Ikabarú, en Bolívar, entre ellas un adolescente, un pemón y un miembro de la Guardia Nacional. El 10 de diciembre, un grupo de alrededor de cuarenta soldados rusos llegó a Canaima, Bolívar, en un avión Shaanxi Y-8 aterrizando en la pista que sirve de entrada al parque nacional. Vecinos aseguraron que los soldados vestían uniformes de las Fuerzas Armadas de Venezuela y que portaban cajas con equipos de microondas, antenas satelitales, inhibidores de señal y otros dispositivos.
En la madrugada del 22 de diciembre, un grupo de alrededor de doce soldados regulares y 30 reservistas indígenas, encabezados por un oficial desertor del Ejército, tomaron las instalaciones del Batallón de Infantería de Selva 513 Mariano Montilla, ubicado en el sector Luepa, en el municipio Gran Sabana . Según información policial, luego del asalto al batallón, la policía recibió una llamada alrededor de las 4:58 AM VST del oficial Franco Efraín para notificar que individuos fuertemente armados, haciéndose pasar por funcionarios de la Dirección General de Contrainteligencia Militar, apuntaban a todos los oficiales activos, les despojó de sus armas de ordenanza (5 pistolas) y les quitó un chaleco antibalas.
El periodista Román Camacho informó que según fuentes policiales durante el allanamiento se obtuvieron municiones y 112 fusiles. Posteriormente, militares rebeldes y pemones atacaron una comisaría en San Francisco de Yuruaní, donde incautaron nueve pistolas calibre 9 milímetros y 5 escopetas. Mientras escapaban, encontraron un retén militar, donde se inició un tiroteo, y corrieron hacia las trochas. Las fuerzas gubernamentales persiguieron y se enfrentaron nuevamente, cuando el exmiembro de la Guardia Nacional Darwin Malaguera Ruiz resultó herido y detenido. Un soldado murió durante el tiroteo y las fuerzas gubernamentales recuperaron 82 fusiles AK-103 , 60 granadas y 6 cajas de municiones de 7,76.

### 2021
Salvador Franco, un pemón detenido en diciembre de 2019 acusado de haber participado en el ataque al fuerte Santa Elena del 22 de diciembre en Bolívar, murió el 3 de enero de 2021 por falta de atención médica. El coordinador nacional indígena de la ONG Foro Penal declaró que Franco tenía COVID-19 y que desde hace meses padecía enfermedades gastrointestinales relacionadas con la insalubridad de su centro penitenciario, informando que perdió mucho peso en sus últimos meses de vida.
Había una orden judicial para su traslado a un centro de salud desde el 21 de noviembre de 2020, pero finalmente fue ignorada. El secretario general de la Organización de los Estados Americanos, Luis Almagro, condenó la muerte de Franco calificándola de "otro crimen de la dictadura" y dio el pésame a sus familiares y amigos. En febrero de 2021 fueron liberados los 12 pemones restantes detenidos y acusados de participar en el ataque al puesto militar ubicado en Bolívar.

### 2022
El 20 de marzo de 2022, un grupo de yanomami se acercó a las fuerzas de seguridad diciendo que la contraseña de Wifi del área, que debía ser compartida entre tribus indígenas y soldados en una base militar local, había sido cambiada sin notificación de los yanomami. La disputa se volvió mortal cuando las fuerzas de seguridad dispararon contra el grupo, matando a 4 yanomami e hiriendo a 6 más. Los yanomami respondieron tomando como rehenes a 2 soldados, los cuales finalmente fueron liberados.